# Maciej Łubieński (1572–1652)

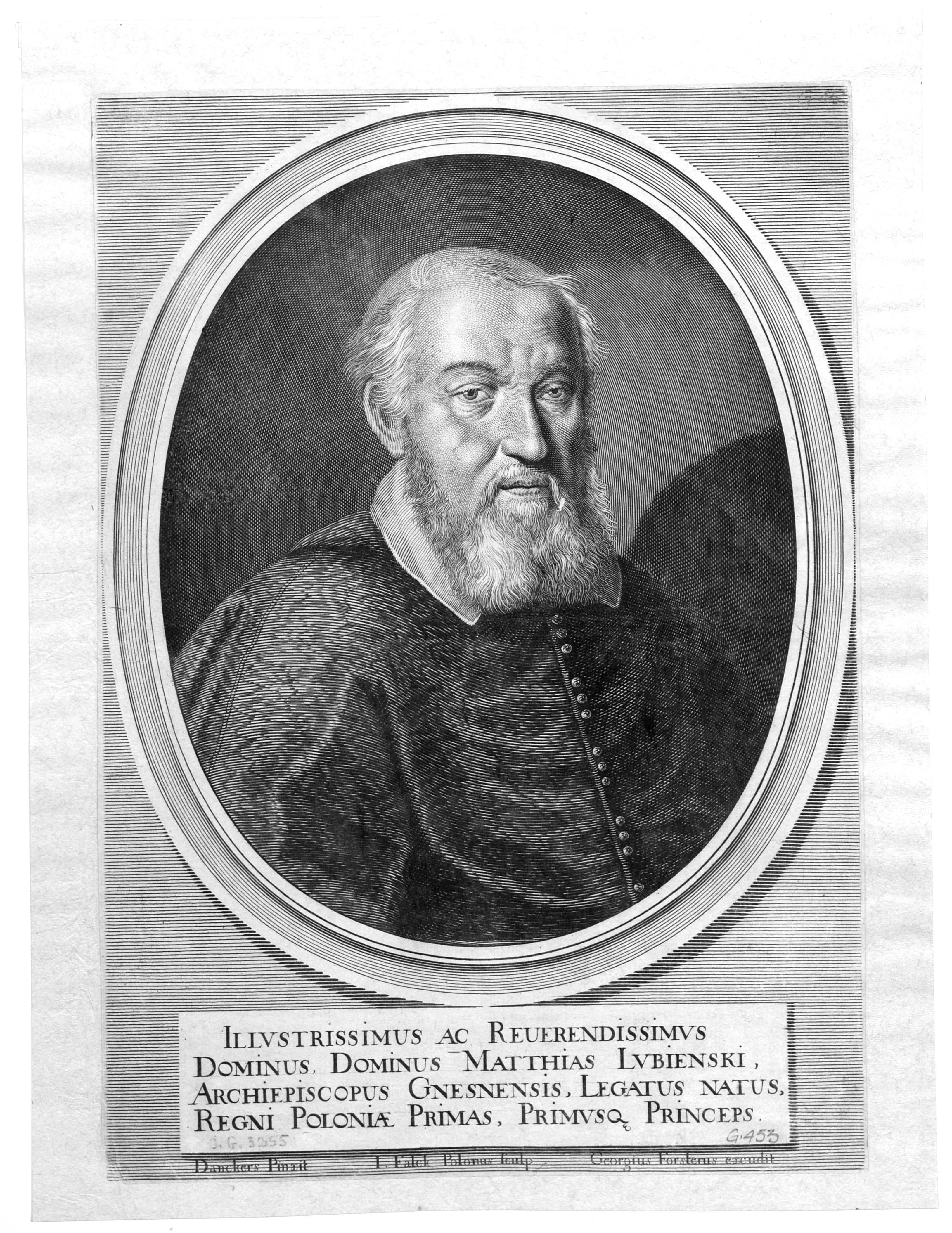
Maciej Łubieński, grafika Jeremiasza Falcka z 1652 roku

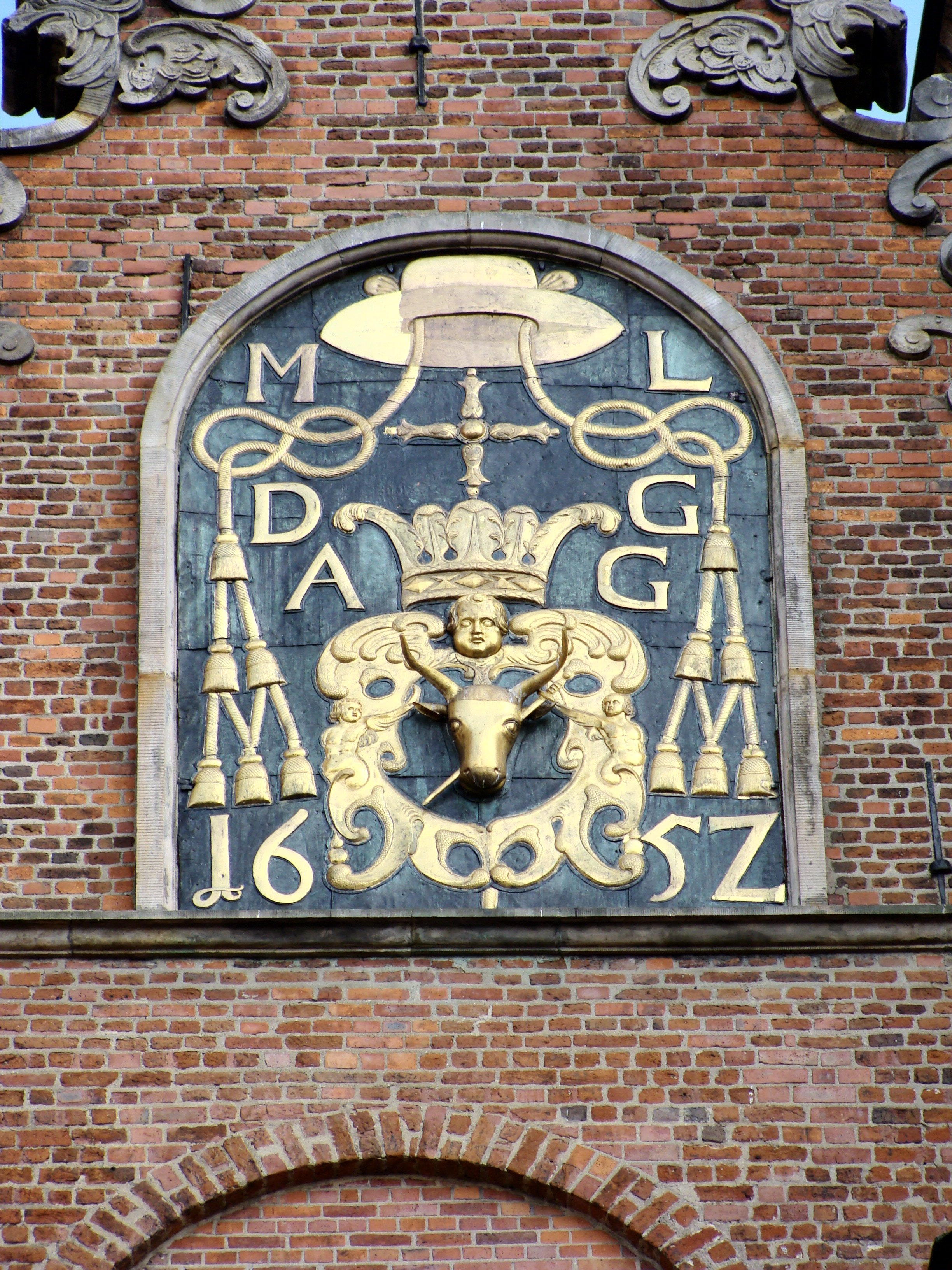
Herb Macieja Łubieńskiego na Katedrze Gnieźnieńskiej

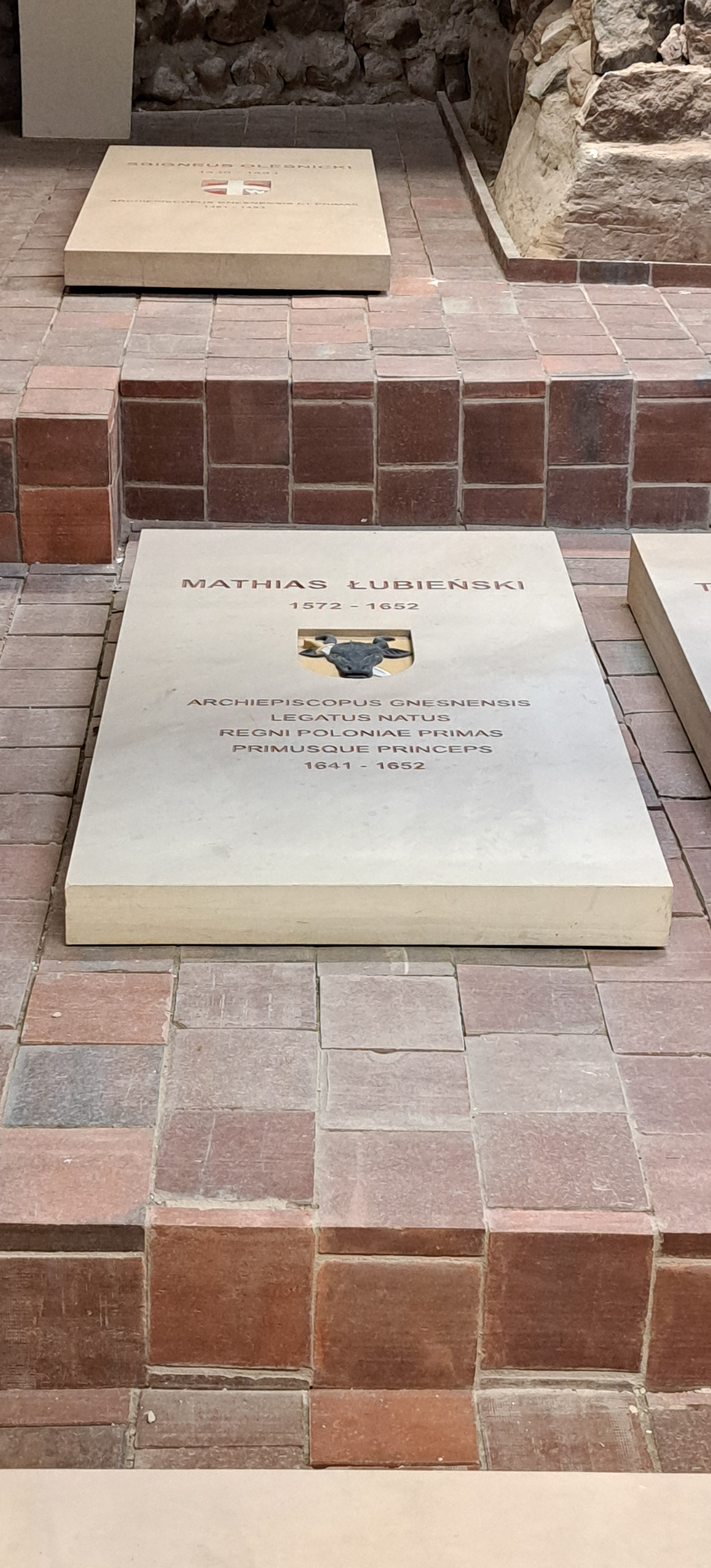
Płyta nagrobna Łubieńskiego

Maciej Łubieński herbu Pomian (ur. 2 lutego 1572 w Łubnej, zm. 28 sierpnia 1652 w Łowiczu) – arcybiskup gnieźnieński i prymas Polski, biskup poznański, biskup kujawski, biskup chełmski, kanonik gnieźnieński i krakowski, kustosz sandomierski w 1614 roku, proboszcz średzki i łęczycki, prepozyt miechowski.
Brat Stanisława.

## Życiorys
Nauki pobierał początkowo w Sieradzu, następnie w kolegium jezuitów w Kaliszu, a później w Poznaniu i w Krakowie. Po ukończeniu Akademii Krakowskiej pracował w kancelarii królewskiej. Odbył studia prawa kanonicznego we Włoszech i Niemczech.
W 1602 otrzymał święcenia kapłańskie. Od 1607 sekretarz i rejent kancelarii Zygmunta III Wazy. W 1615 r. otrzymał nominację na prepozyturę klasztoru bożogrobców w Miechowie, zostając tam proboszczem. W 1620 został biskupem chełmskim, 1626 poznańskim, 1631 kujawskim, od 1641 arcybiskupem gnieźnieńskim i prymasem Polski.
Podpisał pacta conventa Władysława IV Wazy w 1632 roku. W 1641 roku wyznaczony został senatorem rezydentem. Był członkiem konfederacji generalnej zawiązanej 31 lipca 1648 roku. W 1648 roku był elektorem Jana II Kazimierza Wazy z województwa poznańskiego, podpisał jego pacta conventa.
Podczas powstania kozackiego w 1648 r. jako interrex kierował państwem i podpisał elekcję Jana II Kazimierza. 17 stycznia 1649 r. koronował go w katedrze wawelskiej.
Będąc prymasem, dbał o budownictwo sakralne, fundując m.in. kaplicę Matki Boskiej na Jasnej Górze w Częstochowie. Inicjował działania ekumeniczne. Rozpoczął barokizację katedry gnieźnieńskiej.
Zasłużył się w unormowaniu stosunków kościelnych i podniesieniu gospodarczemu swych diecezji. Majątek swój przeznaczył w testamencie na cele kościelne; dzięki: przystępności, pobożności i hojności cieszył się wielkim poważaniem i autorytetem wśród szlachty i ludu, który uważał go za świętego.
Wydał pracę: Constitutiones Capitulorum generalium Miechoviensium ordinis canonicorum Regularium (1627).
Zmarł w opinii świętości w Łowiczu w 1652 r., a pochowano go w rodzinnej kaplicy w Gnieźnie, obecnie jego ciało znajduje się w podziemiach katedry gnieźnieńskiej.

## Galeria

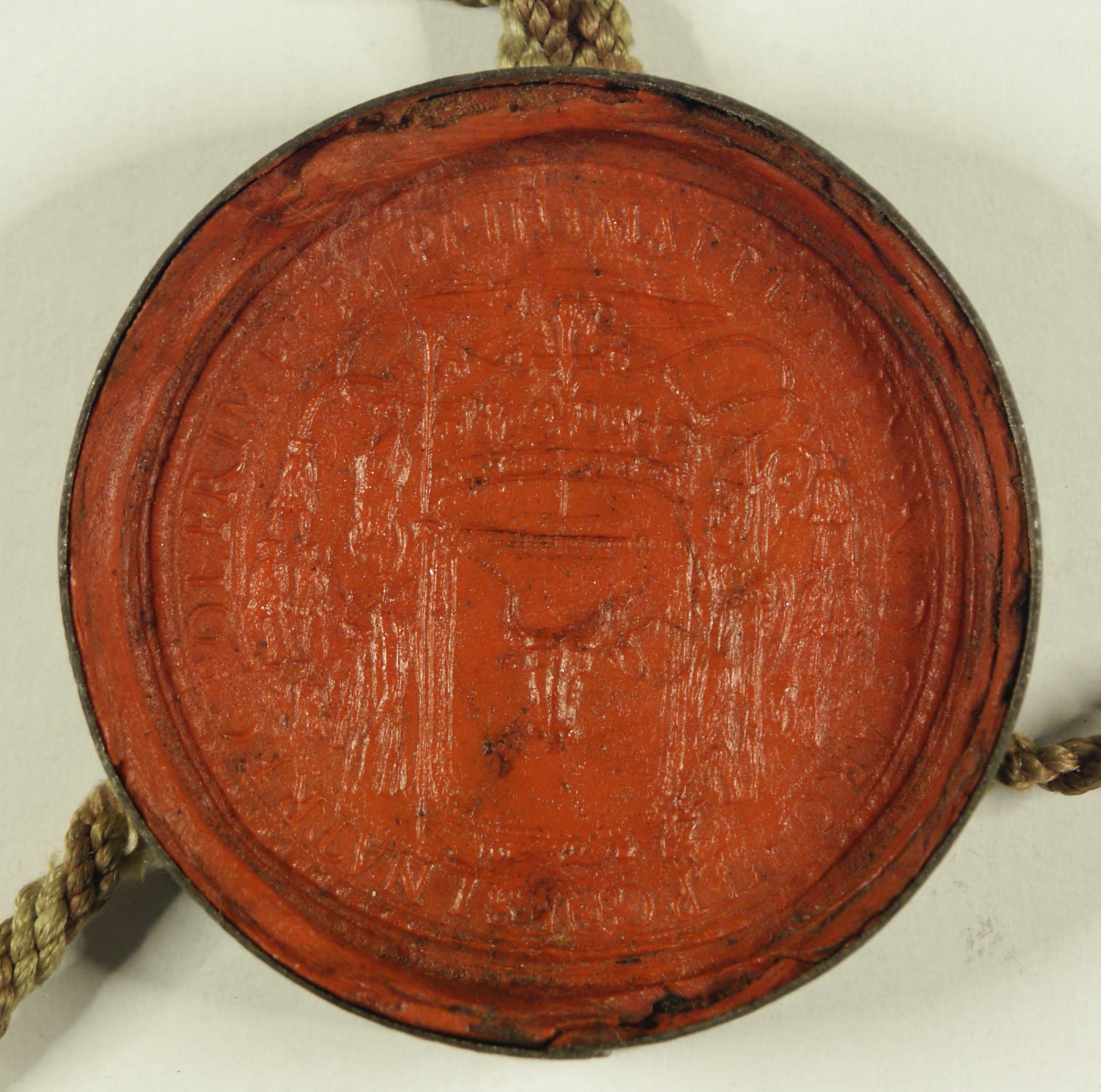
Pieczęć abpa Macieja Łubieńskiego 1648 r. (miejsce przechowywania Archiwum Państwowe w Poznaniu)
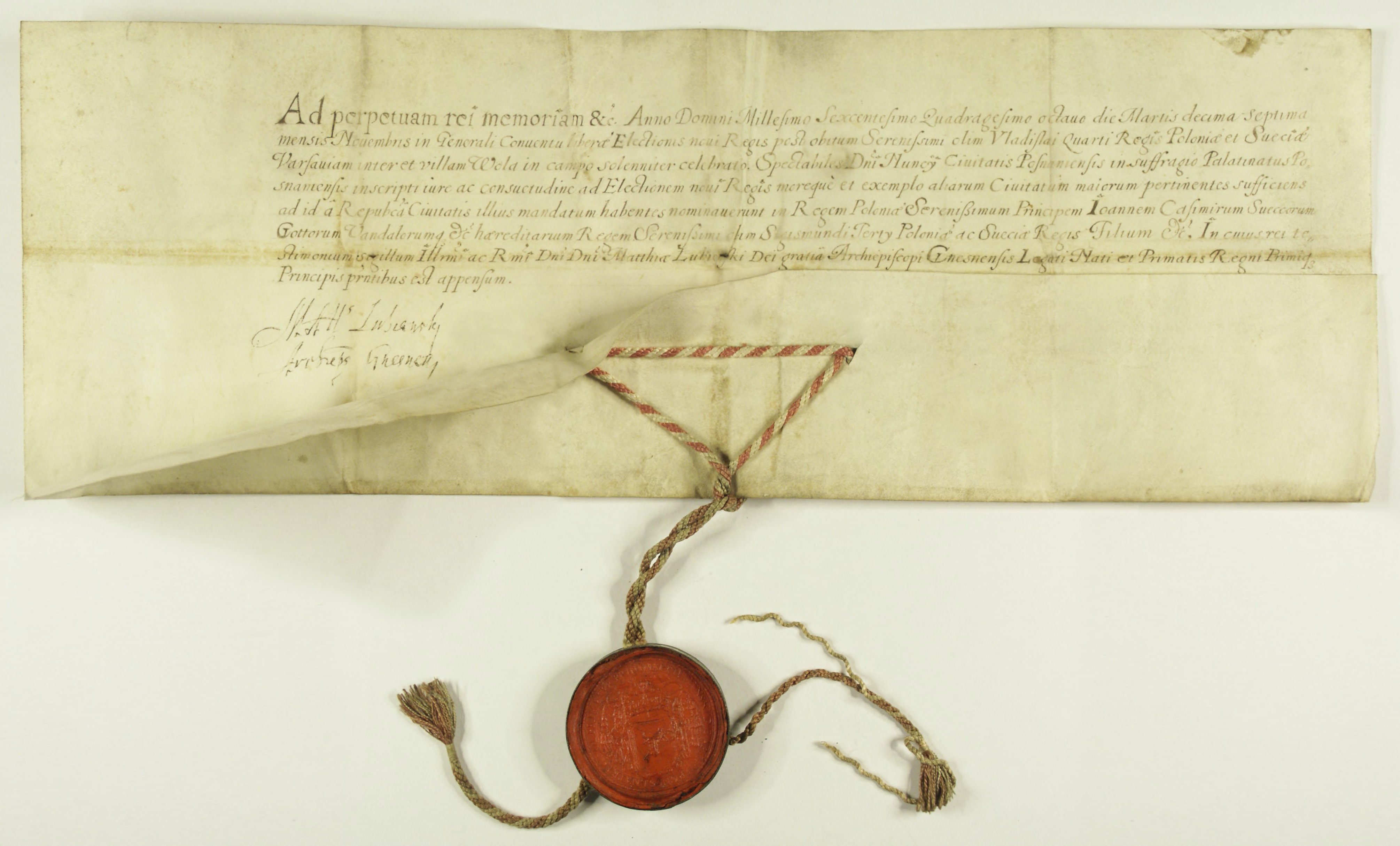
Abp Maciej Łubieński zaświadcza, że posłowie z miasta Poznania oddali swoje głosy na Jana Kazimierza w czasie wyborów elekcyjnych 1648 r. (miejsce przechowywania Archiwum Państwowe w Poznaniu)